# Посебна молба
Посебна молба је логичка грешка која настаје када се уводе повољни детаљи или искључују неповољни. Притом се, без икаквог оправдања за то, изјављује како ваља набројати додатна разматрања. Ову грешку прави онај ко наводи изузетак од општеприхваћеног правила или принципа, а ничим не поткрепљује потребу да се уведе такав изузетак. Грешка је у томе што се тврди да је нешто изузетак, али се не даје добар, често ниједан, разлог за то. Људи често не трпе да нису у праву. Уместо да појме како је исправно променити мишљење након бољег схватања изнетог проблема, многи ће радије измислити разне начине да задрже своја веровања и ставове, независно од тога да ли су исправни или нису.
Грешка једноставни аргумент, која настаје када се износе само докази у корист изнесене тврдње, а докази против ње се потпуно занемарују, је верзија ове грешке. Грешка ниједан прави Шкот је такоће верзија посебне молбе.

## Примери
- Све што постоји мора да има свој узрок, осим Бога.

Космолошки аргумент је пример у коме се види посебна молба.
- Након што се испоставило да му хомеопатски лек није помогао, Стеван се обратио хомеопати. Он му је рекао да није деловао зато што није веровао да ће га излечити.

Пример посебне молбе у виду тога да се мора веровати да би лек деловао. У овом случају је посебна молба узрок плацебо ефекта.